# Olivier Mével
Olivier Mevel, né le 27 avril 1967, est un ingénieur et un entrepreneur du web français, spécialiste des objets connectés, connu pour être le co-inventeur, avec Rafi Haladjian, du Nabaztag. En 2013, il est cité parmi « les 100 personnalités françaises du numérique » par 01 Business et en 2014 parmi « les 20 personnalités de l'internet des objets » par Alliancy, le mag. Olivier Mével obtient le diplôme d'ingénieur de l'ENSTA en 1990.

## Carrière
En 1995, il fonde l'agence Web BaBeL@STaL avec Philippe Feinsilber. 
En 2000, il participe au collectif Kasskooye (site qui parodiait la nouvelle économie), sous le pseudo d'Igmar Andersen. 
En 2003, il crée avec Mikael Salaun, Christophe Rebours et Rafi Haladjian, la société Violet, créatrice du Nabaztag, un objet interactif connecté à Internet. 
En 2009, il fonde avec Marc Chareyron la société reaDIYmate . En avril 2012, reaDIYmate est lancé sur la plateforme Kickstarter aux États-Unis.
En 2018, à l'occasion du Maker Faire Paris il regroupe une partie de l'équipe originale du Nabaztag pour créer un kit rendant le Nabaztag indépendant de serveurs externes. Ce projet est financé via une campagne Ulule en 2019, et les kits sont livrés en 2020. Une seconde campagne est organisée en 2021 .
En 2022, il fonde la maison d'édition d'objets technologiques multiplié  et crée avec Pascale Moise et Cécile Adam, le MiniMit  (Dispositif qui fait revivre les Minitels).